# A Cool Like That Christmas
Pour plus de détails, voir Fiche technique et Distribution.
A Cool Like That Christmas est un téléfilm d'animation américain réalisé par David Feiss et Swinton O. Scott III et sorti en 1993.

## Fiche technique
- Titre original : A Cool Like That Christmas
- Réalisation : David Feiss et Swinton O. Scott III
- Scénario : David Steven Cohen et Roger S. H. Schulman
- Photographie :
- Montage : Rick Hinson
- Musique : Stanley Clarke et George Duke
- Costumes :
- Décors :
- Casting :
- Producteur :
  - Production déléguée : David Steven Cohen, Quincy Jones, Phil Roman, David Salzman et Roger S. H. Schulman
- Sociétés de production : 3 Arts Entertainment, Film Roman Productions, Quincy Jones-David Salzman Entertainment et Warner Bros. Animation
- Sociétés de distribution : Fox
- Pays d'origine :  États-Unis
- Langue originale : anglais
- Format : couleur
- Genre : Animation
- Durée : 22 minutes
- Dates de sortie : 
  - États-Unis : 23 décembre 1993

## Distribution
- Tommy Davidson : Orlando
- Boyz II Men : eux-mêmes
- Thomas Kent Carter : Dead Boy
- Dr. Dre : lui-même
- Patrick Ewing : lui-même
- Whoopi Goldberg : Maman et Irwin
- Orlando Jones : lui-même
- T'Keyah Crystal Keymáh : Charlene, Jaquita et Tante Hilda
- Phil LaMarr : Harlan et Sockman
- Dawnn Lewis : Jarvis
- Tone Loc : Marvin
- Ed Lover : lui-même
- Ron Taylor : le révérend
- Reginald VelJohnson : Papa